# 布雷克里斯塔嶺
布雷克里斯塔嶺（英語：Brekkerista Ridge）是南極洲的山嶺，位於毛德皇后地的瑪塔公主海岸，處於于蒂爾勒拉山東北面4公里，屬於斯維爾德魯普山脈的一部分，由德國的探險隊拍攝空中照片，現時由南極條約體系管理。

## 外部連結
- . . United States Geological Survey.   [2011-09-02].

72°14′S 0°18′W / 72.233°S 0.300°W